# Kós Katalin Zsuzsanna
Kós Katalin Zsuzsanna (1983–2005: Demeter Katalin Zsuzsanna, Kolozsvár, 1960. február 20. –) erdélyi művelődés- és közösségszervező, zenetanár, Kós András lánya, Kós Károly unokája.

## Életpályája
A kolozsvári Zenelíceum (ma Sigismund Toduță Zenei Főgimnázium) hegedű szakát végezte el Zsurka Péter növendékeként 1979-ben, majd 2006-ban a brassói Transilvania Egyetem zenei fakultásán szerzett zenetanári oklevelet.
1982-ben Tordaszentlászlón és Magyarfenesen létrehozta a kolozsvári Művészeti Népiskola kihelyezett hegedűosztályait, ahol 1987-ig tanított.
1988-ban alapító tagja és névadója, 2005-ig aktív tagja (hegedűn, brácsán és ritmushangszereken játszott, valamint énekelt), egyik művészeti vezetője és menedzsere a baróti Kájoni Consort régizene együttesnek. 1989–1991 között a baróti kórház orvosírnoka. Az 1990 áprilisában Baróton megalakult Gaál Mózes Közművelődési Egyesületnek alapító- és vezetőségi tagja, programszervezője, 1998-tól alelnöke, illetve a kulturális szakosztályának vezetője (2005-ig). 
1991–2004 között a baróti Városi Művelődési Ház igazgatója, programszervezője, ugyanott hegedűt is tanított. Az ő nevéhez fűződik az intézmény 1989-es változások utáni működésének kidolgozása, fejlesztése és önállósítása. Az 1990-es években választmányi tagja volt az RMDSZ Barót városi szervezetének.
1998-ban kezdeményezésére megalakult a baróti Városi Művelődési Ház Erdővidék Néptáncegyüttese, amelynek menedzselésében felhasználta a kolozsvári táncházmozgalom alapítóinak társaságában töltött évek tapasztalatát. 2001-ben alapítója volt a baróti Városi Művelődési Ház Kelekótya nevű, gyermekvers-feldolgozásokat játszó együttesének, amelynek 2006-ig aktív zenélő tagja, hangszerelője, művészeti vezetője és menedzsere volt. 2003-ban alapító tagja a sepsiszentgyörgyi Georgius kamarazenekarnak, amelyben 2005-ig aktivált hegedűsként.
Kezdeményezője és helyi főszervezője a Baróton 2004 májusában első ízben megrendezett Kárpát-medencei Gyermek Néptánctalálkozónak, amelyből később a Perkői Gyermek- és Ifjúsági Néptáncfesztivál nőtte ki magát.
2004 júniusában munkahelyet váltott. Létrehozta a sepsiszentgyörgyi Művészeti Népiskola vargyasi hegedűosztályát, amelynek 2006-ig hegedű-, zeneelmélet- és zenetörténet tanára volt.
2006-ban visszaköltözött Kolozsvárra.  2007-ben az Erdélyi Magyar Közművelődési Egyesület (EMKE) felkérésére a Kolozsváron megrendezett XII. Kárpát-medencei Kulturális Napok programkoordinátora.
2008-tól az EMKE Kolozsváron működő Györkös Mányi Albert Emlékházának vezetője, hagyatékkezelője, programszervezője. Nevéhez fűződik az intézmény új működési elveinek a kidolgozása, belső terének átalakítása, infrastruktúrájának modernizálása. Ötletgazdája több sikeres programsorozatnak (JelesNapTár, Nyitott szemmel, ZeneSzó). Kezdeményezésére készült el 2021-ben a Györkös Mányi Albert fametszetei című dokumentumfilm.
Alapító- és vezetőségi tagja a Györkös Mányi Albert Emlékház Egyesületnek, amely 2012-ben jött létre az EMKE emlékházának támogatása céljából.  2022-23-ban a Györkös 100 emlékév kiállítás- és rendezvénysorozatának főszervezője, a Liszt Intézet Sepsiszentgyörgy főpartnerségével és támogatásával. 2024-25-ben ugyanazon intézet főpartnerségével és támogatásával édesapja, Kós András szobrászművész születésének 110. évfordulója alkalmából kiállítássorozatot szervezett.

## Családja
Kós András és Faluvégi Ibolya (1923–2014) lánya, Kós Károly és Faluvégi Dénes unokája.
Első férje Demeter János állatorvos, politikus volt. Első házasságából (1983–2005) két gyermeke született, Demeter András (1986) karvezető, programozó (házasságkötése óta Demeter-Vincze András) és Demeter Zsuzsanna (1987) karénekes. Második férje (2014-től) Dáné Tibor Kálmán.

## Könyvei
- Álomképek. Betekintés Györkös Mányi Albert életművébe (három nyelvű képzőművészeti katalógus), EMKE, Györkös Mányi Albert Emlékház Egyesület, 2022, ISBN 978-973-0-36215-2 – szerkesztő, társszerző
- Györkös Mányi Albert metszetei (képzőművészeti album), Polis Könyvkiadó, 2021, ISBN 978-606-542-094-6  – kötetgondozó
- Kós András (három nyelvű képzőművészeti album),  Polis Könyvkiadó, 2024. ISBN 978-606-542-105-9; 2. kiadás 2025. ISBN 978-606-542-116-5 – szerkesztő, társszerző